# 江山 (政治人物)
江山（1962年9月—），男，安徽歙县人，中华人民共和国政治人物，曾任中共滁州市委书记。2014年4月，因“严重违纪问题”被中国共产党中央纪律检查委员会立案调查；2014年12月，被中国共产党中央委员会组织部双开。

## 生平
1962年，江山出生在安徽省歙县。1984年，毕业于安徽师范大学历史专业。7月，在屯溪隆阜中学担任一名教师。后来担任屯溪市委宣传部干部。
1987年11月，加入中国共产党。12月，江山陆续担任黄山市徽州区委秘书、调研科科长、办公室副主任、主任。
1993年8月，江山担任黄山市体改委副主任、经济研究室主任。之后担任中共黄山区委副书记、常务副区长，黄山区人民政府区长，中共黄山区委书记兼黄山区人民政府区长，中共黄山区委书记。2000年11月，江山升职为任黄山市人民政府副市长。2003年6月，江山再度升职，担任中共黄山市委副书记兼黄山风景区管委会党委书记、副主任、黄山旅游集团公司总裁、董事局主席、黄山旅游发展股份有限公司党委书记、董事长。
2005年9月，江山调任合肥市，担任安徽省旅游局党组书记、局长。2009年6月，江山调往滁州市，担任中共滁州市委副书记、滁州市人民政府代理市长。2010年1月，江山正式就任中共滁州市委副书记，滁州市人民政府市长。2012年2月，江山升任中共滁州市委书记，该市最高职务。2012年7月，江山担任中共滁州市委书记，兼任滁州市人大常委会主任。 2013年1月，江山再度当选中共滁州市委书记。
2014年4月，江山被中共安徽省纪委调查，并且被免去中共滁州市委书记职务，9月，安徽省检察院对其立案侦查，12月，经查江山利用职务上的便利，为他人谋取利益，收受巨额贿赂；严重违反社会主义道德，被中国共产党中央委员会组织部双开。
2017年由安徽省人民法院二审裁定江山犯受贿罪，判处有期徒刑十一年。